# Università Metodista di Piracicaba
L'Università Metodista di Piracicaba (Unimep) è un'università privata brasiliana all'interno dello stato di San Paolo. L'ateneo svolge attività di insegnamento, ricerca e divulgazione in tutti gli ambiti del sapere. 
È la più antica università metodista in America Latina. L'istituzione dispone di quattro campus, due dei quali a Piracicaba e gli altri a Lins, tutti nello stato di San Paolo. L'ateneo è collegato alla Chiesa metodista del Brasile, che è responsabile delle linee guida educative di diverse altre istituzioni.

## Storia
A Piracicaba, nel 1881, la missionaria statunitense Martha Watts fondò il primo istituto di insegnamento metodista in Brasile, il Colégio Piracicabano: una scuola superiore, la cui trasformazione in università avvenne nel 1975.
Nel 1980, l'università fu scelta quale sede del 32º Congresso dell'Unione Nazionale degli Studenti: venne pertanto decretata una pausa accademica di 10 giorni per accogliere più di 4.000 studenti provenienti da tutto il Brasile. Fu il primo congresso pubblico dell'UNE dopo 13 anni di repressione da parte dello Stato. In tale circostanza, il rettore Elis Boaventura incontrò leader cattolici come Otto Dana, che riconobbero la legalità dell'UNE, rischiando le rappresaglie dei militari, a quell'epoca ancora al potere. All'evento partecipò anche il presidente del Partito dei Lavoratori, Luiz Inácio Lula da Silva, futuro capo di stato.

## Organizzazione
L'ateneo offre corsi di laurea (relativi ai settori delle scienze della sanità, della comunicazione, delle discipline umanistiche, del diritto, dell'economia aziendale, dell'educazione fisica, dell'infermieristica, della fisioterapia, della veterinaria, delle scienze dell'alimentazione, dell'odontoiatria, delle discipline di spettacolo, della psicologia, della pubblica amministrazione e della logistica), corsi post laurea, master e dottorati.
Sono stati firmati accordi di partnership con università di paesi di tutto il mondo, in particolare Germania, Angola, Argentina, Belgio, Cile, Colombia, Corea del Sud, Costa Rica, Cuba, Spagna, Stati Uniti, Finlandia, Regno Unito, Italia, Giappone, Messico, Mozambico, Paraguay, Portogallo, Taiwan, Ucraina e Uruguay. L'università fa anche parte della International Association of Methodist Schools, Colleges and Universities (IAMSCU), di cui ha ricoperto la presidenza in diverse occasioni.